# Brest Atlantiques
Brest Atlantiques est une course transatlantique de navigation à la voile en double, sans escale, démarrant et arrivant à Brest. La première édition de cette course, organisée par Brest Ultim Sailing, a lieu en novembre 2019 avec au départ 4 trimarans de Classe Ultim, menés par les duos Cammas-Caudrelier, Coville-Nélias, Gabart-Gahinet et Le Blevec-Pella.

## Première édition

### Descriptif du parcours
La première édition totalise un parcours de 14 000 milles en Atlantique Nord et Sud, pour 25 jours de mer environ,. La course forme une transat partant et arrivant à Brest comportant 3 sections :
- 5 000 milles de Brest au Brésil en contournant les l'archipel des Cagarras, devant Ipanema dans la baie de Rio,
- 3 250 milles du Brésil à l'Afrique du Sud en contournant Robben Island proche du Cap,
- 7 000 milles pour le retour à Brest en longeant les côtes africaines.

La ligne de départ et d’arrivée est formée par la pointe du Toulinguet à Camaret et la pointe Saint-Mathieu,.

### Participants
La course est disputée par 4 maxi-multicoques (Classe Ultim) de 32 mètres de long, :
| Bateau                    | Skipper         | co-skipper         | mediaman        |
| ------------------------- | --------------- | ------------------ | --------------- |
| Sodebo Ultim 3            | Thomas Coville  | Jean-Luc Nélias    | Martin Kéruzoré |
| Maxi Edmond de Rothschild | Franck Cammas   | Charles Caudrelier | Yann Riou       |
| Actual Leader             | Yves Le Blevec  | Alex Pella         | Ronan Gladu     |
| MACIF                     | François Gabart | Gwénolé Gahinet    | Jérémie Eloy    |

### Brest-Rio
Prévue initialement pour le dimanche 3 novembre 2019, la course est reportée au mardi 5 novembre 2019, en raison du passage de la tempête Amélie, et prend son départ à 11 h,,,.
Partis dans des vents et une mer encore dure, les quatre bateaux entament la course dans un savant dosage entre vitesse et préservation du matériel, avec deux ris dans la grand-voile et sans voile d'avant. Après un round d'observation de 5 h, MACIF dégaine le premier sa voile d’avant qui lui permet tout de suite de gagner cinq nœuds. Les autres suivent immédiatement pour ne pas perdre le contact.
Malgré un pot au noir délicat à négocier pour cette première édition, les quatre navires franchissent l'Équateur dans des temps proches de ce qui se fait de mieux. Les écarts sont contenus puisque le dernier pointe à moins de 17 h du premier, et que les deux premiers du classement envisagent une escale autorisée par le règlement pour réparer des avaries.
Les leaders Cammas et Caudrelier font escale à Salvador de Bahia pour réparer la dérive, abîmée dans un choc avant le Pot-au-noir. L'équipe a estimé que le gain potentiel sur le reste du trajet pouvait largement compenser le temps perdu à l'escale. Le maxi a montré le plus gros potentiel de vitesse depuis le départ ce qui est normal, car même si MACIF a été modifié pour être plus volant sur ses foils, le Maxi Edmond de Rothschild est un bateau plus récent et plus grand (32 mètres contre 30 pour MACIF). L'équipage repart de Bahia après seulement 13 h 40 min d'escale, mais est empétolé dans le front nord d'une dépression qui génère une zone sans vent le long des côtes du Brésil, pendant que MACIF et SODEBO prennent le large à l'avant. Un court instant en dernière position, dépassé par Actual leader, le Maxi Edmond de Rothschild retrouve les très hautes vitesses (5 nœuds de mieux qu'Actual) dès qu'il passe le front qui lui barrait la route de Rio. 
L’escale à Rio permet à l’équipe technique de MACIF de remplacer le safran de coque centrale abîmé dans un choc avec un OFNI depuis le Cap-Vert par celui qui avait pu être récupéré par le Team Banque Populaire après la rupture du bras avant ayant entraîné le chavirage, sur la Route du Rhum 2018, de Banque populaire IX mené par Armel Le Cléac’h. Gabart fait le tour des Cagarras avant son arrêt et signe un premier temps de référence, ainsi que le meilleur temps intermédiaire depuis l'équateur.

### Zone d'exclusion des glaces
La zone d'exclusion des glaces est définie par la direction de course après consultation de son partenaire, CLS, qui étudie le déplacement des icebergs en Atlantique Sud via notamment des photos satellites. Si un bateau pénètre dans la « ZEG », il y a deux solutions : soit il répare sa faute en faisant demi-tour et en repassant par le point d’entrée en le laissant à tribord, soit, s’il ne peut pas réparer, son cas passe au jury qui établira la pénalité, sachant que la direction de course lui fournit le point d’entrée et le point de sortie. Il n’y a pas de disqualification, mais le jury prend sa décision, une pénalité en temps, qui va dépendre du temps dans lequel le bateau est resté dans la zone interdite et de l’éventuel gain il a pu en tirer. Des growlers émanaient d’un gros morceau de banquise repéré en août 2019 par 45° Sud, à environ 900 milles dans la partie ouest de Gough Island ZEG ont conduit à rehausser très au nord la ZEG en ce printemps austral 2019 (jusqu'à 37°60 de latitude Sud à l'ouest de Gough Islant). Cette ZEG, ainsi que la position de l'anticyclone de Saint Hélène, offrent après le point de passage de Rio une situation météo complexe et excluent la route classique par le sud, les quarantièmes rugissants et ses vents portants.

### Rio-Le Cap
Les escales techniques des deux leaders permettent à Sodebo Ultim 3 de prendre la tête de « Brest Atlantiques » à Rio. Sodebo s'engage au reaching serré, voire au près sur une route proche de l'orthodromie vers Le Cap. Les concurrents doivent de nouveau, comme au départ, trouver le bon dosage entre attaque et préservation du matériel. Après 220 milles dans des conditions difficiles (45 nœuds de vent, une mer formée face au bateau), SODEBO ultim 3 fait demi tour et publie le communiqué suivant : « Au vu des conditions météo actuelles sur zone, Thomas Coville et Jean-Luc Nélias ont décidé de temporiser. Ils étudient avec la cellule routage à terre la meilleure route à prendre pour rallier Le Cap dans le meilleur compromis sécurité/performance ». Le Maxi Edmond de Rothschild, un instant dernier le 13 novembre, derrière Actual leader, alors que son escale technique lui a fait perdre environ une journée sur ses concurrents à la première marque de passage des Cagarras (Rio), semble en mesure de mieux négocier les conditions de mer. Il poursuit sa route au cap 120°, au nord de la route orthodromique, à la moyenne de 20 nœuds, et reprend la tête au large des côtes du Brésil le 14 novembre pendant le 9e jour de course. Le 16 novembre, Charles Caudrelier déclare : « il y a trois jours nous étions derniers, naviguant à deux nœuds de moyenne, à plus de 400 milles derrière les leaders qui volaient à 30 noeuds, on n'aurait jamais imaginé reprendre la tête à la sortie de Rio ». Au près dans une mer de face où tous sentaient qu'ils tutoyaient les limites mécaniques de leurs navires, le Maxi Edmond de Rothschild avait aligné samedi 16 novembre à 18 h hUTC 667 milles sur 24 h, MACIF 589 milles, SODEBO 521 milles et Actual 497 milles.
Cammas et Caudrelier ont montré que leur foiler de dernière génération, au reaching serré et une houle de face jusqu’à trois mètres, était capable de s’affranchir des vagues et de littéralement voler au-dessus à près de 30 nœuds. Après avoir repris la tête à SODEBO le 14 à 18 h UTC, le Maxi Edmond de Rothschild a acquis une avance de 222 milles en 48 h, soit un différentiel de près de cinq nœuds en moyenne dans des conditions et sur une trajectoire similaire. Malgré cette performance, Charles Caudrelier évoque à ce moment la difficulté de trouver le bon compromis entre vitesse et préservation du matériel dans les conditions difficiles que rencontre la flotte depuis Rio : « Il y a du vent, mais surtout une très mauvaise mer, les bateaux souffrent, c’est dur de savoir où placer le curseur. On est sur le frein, on essaie de se caler sur la vitesse de MACIF, sans trop en faire. Le bateau peut aller beaucoup plus vite mais la mer n’est pas bonne, la difficulté, c’est d’aller vite sans rien casser sur trente jours, ce n’est pas évident. » 
Le lundi 18 novembre, à 0 h 30 (heure française), au 13e jour de course, Sodebo Ultim 3 percute de nuit un OFNI (objet flottant non identifié) au niveau du safran tribord. Le trimaran progressait à 35 nœuds au reaching dans une mer formée à 200 milles dans l’ouest de Tristan da Cunha, en direction du Cap, le deuxième point de passage de la Brest Atlantiques. Dans la journée qui suit, la décision est prise de s'arrêter au Cap. Une partie de l’équipe technique se rend au Cap pour affiner le diagnostic et déterminer les possibilités de réparations. Endommagé par le choc, le safran tribord a commencé à abîmer la coque qui le soutenait. Dans la journée du lundi 18 novembre, après avoir joué les équilibristes sur le flotteur sous le vent afin de détacher le safran pour éviter qu’il continue d’endommager le fond de coque et avoir sécurisé le gréement au cas où un de ses points d’ancrage venait à être fragilisé par la suite, Thomas Coville voit son Sodebo Ultim 3 se délester à la tombée de la nuit d’une partie du flotteur arrière qui n’a pas supporté les assauts perpétuels de l’Océan. Au matin du mardi 19 novembre, Sodebo, malgré ses blessures, poursuit sa route vers le Cap à 30 nœuds.
Le trimaran MACIF interrompt sa course au Cap avant la marque de parcours de Robben Island, une équipe technique restreinte répare « deux problèmes identifiés, sur le système de transmission de barre ainsi que sur le système de remontée du foil bâbord ». Il revient en course après une escale technique de 6 h 25 min et franchit la marque de parcours près du Cap en 3e position, 14 h 28 min après le Maxi Edmond de Rothschild et 3 h 10 min après Actual Leader, des écarts très réduits après 16 jours de course. Sodebo Ultim 3 s'amarre dans le port du Cap à un quai d'Alfred Basin peu après. Après avoir ausculté le bateau plus profondément, Thomas Coville déclare : "On a découvert que le foil tribord avait aussi été impacté. Cela nous empêche de continuer en toute sécurité, dans les performances dignes de « Brest Atlantiques » [...] C’est une grande frustration de devoir abandonner. Nous allons ramener le bateau en équipage pour des raisons de sécurité et pour que le programme continue. On est en train de construire quelque chose de grand avec ces bateaux et ce n’est que le début. Bon vent à tous ceux qui continuent. »"

### Le Cap-Équateur retour
La flotte de « Brest Atlantiques » entame la remontée vers Brest par une route longeant des côtes africaines. Une trajectoire tactique et complexe : un courant froid remonte de l’Antarctique le long de la côte, longeant un désert très froid la nuit, et très chaud le jour. La fin de nuit est nuageuse, brumeuse, très peu ventée le long des côtes. Pendant la journée le désert en surchauffe génère un fort vent thermique, sans le moindre nuage, avec un vent de sud-ouest établi permettant à la flotte de progresser pendant la journée malgré le marais barométrique de l'anticyclone de Saint Hélène.
Les trois trimarans mettent ensuite le cap à l’ouest pour contourner, par le nord, le même anticyclone de Sainte-Hélène, qui s’étale sur quasiment toute la largeur de l’Atlantique Sud entre Rio et Le Cap. Ils tentent de récupérer un alizé de sud-est pas très établi afin de progresser vers l’équateur et le Pot-au-noir. Le Maxi Edmond de Rothschild, en première position au Cap, augmente progressivement son avance, et prend une route relativement directe.
Macif est reparti dernier du Cap après avoir partiellement réparé des avaries qui ne seront révélées qu'après l'arrivée : un bout de dérive perdu au Cap-Vert prive le bateau d'un foil, réduit l'effet anti-dérive au près et augmente la trainée à la suite du délaminage progressif, un safran avant Rio remplacé par le safran récupéré sur l'épave de Banque Populaire IX, un autre safran perdu après un 3e choc après Rio, et enfin un 4e choc avec un OFNI qui prive Macif du foil bâbord après Le Cap. À l'arrivée, François Gabart déclare : « Je reste persuadé que ces bateaux, malgré toutes les avaries, sont d’une fiabilité extraordinaire. Ils sont capables de naviguer super vite longtemps, on peut faire des tours du monde avec, voler au large avec des vitesses folles, après, forcément, quand on va aussi vite et aussi longtemps, il arrive de petites histoires, c’est aussi le jeu de la course au large. »
En retard sur Actual Leader et avec un potentiel vitesse réduit, Gabart et Gahinet optent au milieu de l’Atlantique Sud pour une stratégie à l’ouest vers le Brésil plus engagée les obligeant à traverser un front, mais finalement payante, puisqu’elle leur permet de naviguer plus souvent bâbord amure, en s'appuyant sur le foil tribord encore intact, et de basculer dans l’hémisphère Nord le 29 novembre à 8 h 30, avec 2 heures et 32 minutes d’avance sur Actual Leader, avec tout de même plus de 29 heures de retard sur le Maxi Edmond de Rothschild.

### Équateur retour-Brest
Le Pot-au-noir est moins difficile qu'à la descente de l'Atlantique pour les trois navires. Le Maxi Edmond de Rothschild augmente son avance en réussissant à accrocher un front qui l'emmène au portant, dans une mer relativement plate et sur une route presque directe jusqu'à Brest. Les deux poursuivant ne sont plus dans le même système météo et doivent emprunter une route plus longue pour contourner l'anticyclone des Acores. Maintenant la pression sur MACIF, Actual Leader parvient à revenir au contact (les deux navires se « voient » sur le Système d'identification automatique le 29e jour). Malgré ses handicaps multiples, Macif Coupe la ligne d'arrivée en 2e position devançant Actual Leader.

### Temps de références

#### Temps de passage
Tableau de synthèse des temps de passage pour les quatre ultimes.
| Bateau                    | Équateur        | Rio             | Le Cap           | Équateur         | Brest            |
| ------------------------- | --------------- | --------------- | ---------------- | ---------------- | ---------------- |
| Maxi Edmond de Rothschild | 5 j 03 h 45 min | 9 j 02 h 16 min | 15 j 09 h 16 min | 22 j 16 h 13 min | 28 j 23 h 24 min |
| MACIF                     | 5 j 09 h 45 min | 8 j 08 h 04 min | 15 j 23 h 44 min | 23 j 21 h 30 min | 31 j 20 h 44 min |
| Actual Leader             | 5 j 20 h 40 min | 9 j 07 h 18 min | 15 j 20 h 34 min | 24 j 00 h 02 min | 32 j 01 h 29 min |
| Sodebo Ultim 3            | 5 j 12 h 30 min | 8 j 12 h 23 min | Abandon          | Abandon          | Abandon          |

#### Temps intermédiaires
Tableau de synthèse des temps intermédiaires pour les quatre ultimes.
| Bateau                    | Brest Équateur  | Équateur Rio    | Rio Le Cap      | Le Cap Équateur | Équateur Brest  |
| ------------------------- | --------------- | --------------- | --------------- | --------------- | --------------- |
| Maxi Edmond de Rothschild | 5 j 03 h 45 min | 3 j 22 h 31 min | 6 j 07 h 00 min | 7 j 06 h 57 min | 6 j 07 h 11 min |
| MACIF                     | 5 j 09 h 45 min | 2 j 22 h 19 min | 7 j 15 h 40 min | 7 j 21 h 46 min | 7 j 23 h 14 min |
| Actual Leader             | 5 j 20 h 40 min | 3 j 10 h 38 min | 6 j 13 h 15 min | 8 j 03 h 28 min | 8 j 01 h 27 min |
| Sodebo Ultim 3            | 5 j 12 h 30 min | 2 j 23 h 53 min | Abandon         | Abandon         | Abandon         |